# Скотт (округ, Теннесси)
Округ Скотт (англ. Scott County) располагается в штате Теннесси, США. Официально образован в 1849 году, получил своё название в честь американского военного и политического деятеля Уинфилда Скотта. По состоянию на 2010 год, численность населения составляла 22 228 человек.

## География
По данным Бюро переписи США, общая площадь округа равняется 1380,471 км2, из которых 1377,881 км2 — суша, и 2,331 км2, или 0,210 % — это водоёмы.

## Население
По данным переписи населения 2000 года в округе проживает 21 127 жителей в составе 8203 домашних хозяйств и 6 012 семей. Плотность населения составляет 15,00 человек на км2. На территории округа насчитывается 8 909 жилых строений, при плотности застройки около 6-ти строений на км2. Расовый состав населения: белые — 98,53 %, афроамериканцы — 0,09 %, коренные американцы (индейцы) — 0,25 %, азиаты — 0,12 %, гавайцы — 0,00 %, представители других рас — 0,10 %, представители двух или более рас — 0,91 %. Испаноязычные составляли 0,57 % населения независимо от расы.
В составе 35,70 % из общего числа домашних хозяйств проживают дети в возрасте до 18 лет, 57,20 % домашних хозяйств представляют собой супружеские пары, проживающие вместе, 11,80 % домашних хозяйств представляют собой одиноких женщин без супруга, 26,70 % домашних хозяйств не имеют отношения к семьям, 24,30 % домашних хозяйств состоят из одного человека, 9,50 % домашних хозяйств состоят из престарелых (65 лет и старше), проживающих в одиночестве. Средний размер домашнего хозяйства составляет 2,55 человека, и средний размер семьи — 3,02 человека.
Возрастной состав округа: 26,10 % — моложе 18 лет, 10,30 % — от 18 до 24, 28,70 % — от 25 до 44, 23,60 % — от 45 до 64, и 23,60 % — от 65 и старше. Средний возраст жителя округа — 35 лет. На каждые 100 женщин приходится 97,40 мужчин. На каждые 100 женщин старше 18 лет приходится 94,00 мужчин.
Средний доход на домохозяйство в округе составлял 24 093 USD, на семью — 28 595 USD. Среднестатистический заработок мужчины был 24 721 USD против 19 451 USD для женщины. Доход на душу населения составлял 12 927 USD. Около 17,60 % семей и 20,20 % общего населения находились ниже черты бедности, в том числе — 24,10 % молодежи (тех, кому ещё не исполнилось 18 лет) и 17,10 % тех, кому было уже больше 65 лет.